# Rumilly-en-Cambrésis
Rumilly-en-Cambrésis est une commune française située dans le département du Nord, en région Hauts-de-France.
Ses habitants sont appelés les Rumillions.

## Géographie

### Localisation
Rumilly est située dans la région Nord-Pas-de-Calais, le département du Nord et l'arrondissement de Cambrai, à environ 6 km au sud de Cambrai et 31 km au nord de Saint-Quentin à vol d'oiseau. Le bâti de la commune est contigu, le long de la RD 644, à celui de Masnières, située au sud.

### Communes limitrophes
| Proville  | Cambrai              | Niergnies               |
| Marcoing  | Rumilly-en-Cambrésis | Séranvillers-Forenville |
| Masnières | Masnières            | Crèvecœur-sur-l'Escaut  |

### Hydrographie
La commune est située dans le bassin Artois-Picardie. Elle n'est drainée par aucun cours d'eau,.
Le sous-sol de la commune, riche en pierre calcaire propre à la construction, contient de nombreuses cavités ou « catiches » laissées par l'extraction de la pierre au cours des siècles. Ces cavités étaient aussi utilisées comme refuges en cas d'invasion. Elles sont parfois la cause d'effondrements localisés, comme en décembre 2013.

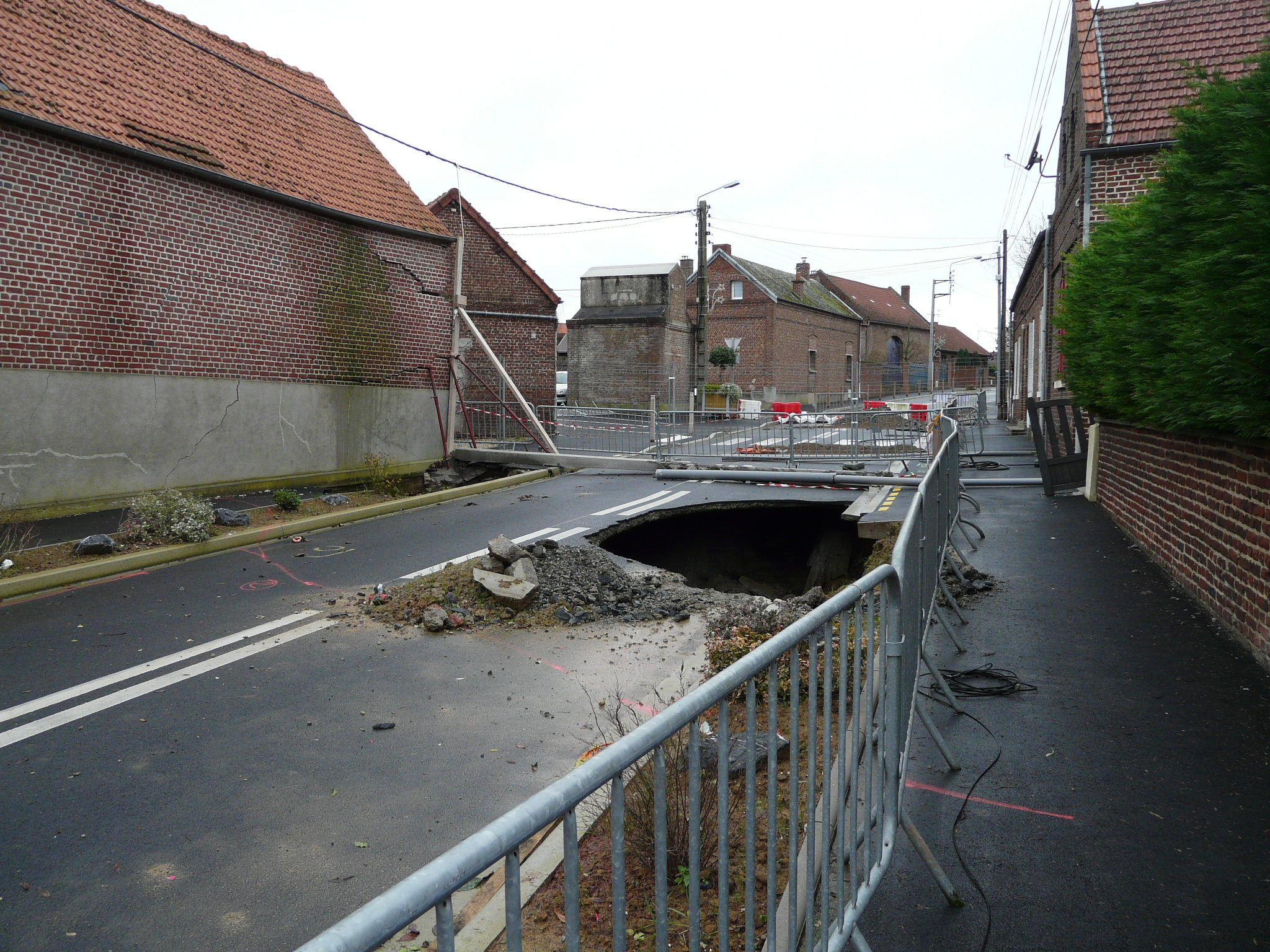
Effondrement de la chaussée causé par la présence de vides dans le sous-sol consécutifs à l'exploitation de la pierre calcaire.
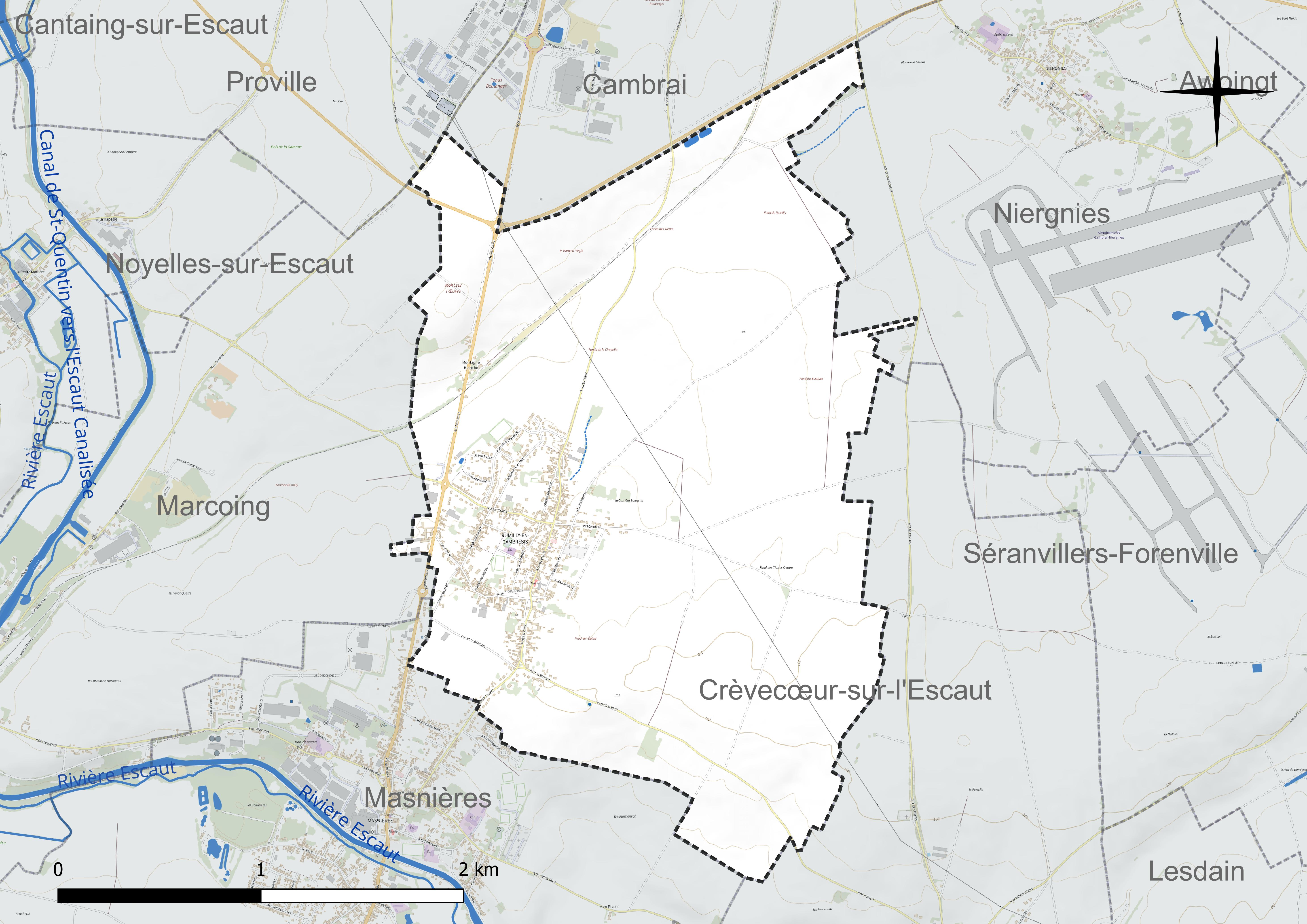
Réseau hydrographique de Rumilly-en-Cambrésis.

### Climat
Pour des articles plus généraux, voir Climat des Hauts-de-France et Climat du Nord.
En 2010, le climat de la commune est de type climat océanique dégradé des plaines du Centre et du Nord, selon une étude du CNRS s'appuyant sur une série de données couvrant la période 1971-2000. En 2020, Météo-France publie une typologie des climats de la France métropolitaine dans laquelle la commune est exposée à un climat océanique et est dans la région climatique  Nord-est du bassin Parisien, caractérisée par un ensoleillement médiocre, une pluviométrie moyenne régulièrement répartie au cours de l'année et un hiver froid (3 °C).
Pour la période 1971-2000, la température annuelle moyenne est de 10,2 °C, avec une amplitude thermique annuelle de 14,9 °C. Le cumul annuel moyen de précipitations est de 712 mm, avec 12 jours de précipitations en janvier et 9,4 jours en juillet. Pour la période 1991-2020, la température moyenne annuelle observée sur la station météorologique la plus proche, située sur la commune de Douai à 29 km à vol d'oiseau, est de 11,0 °C et le cumul annuel moyen de précipitations est de 729,2 mm,. Pour l'avenir, les paramètres climatiques de la commune estimés pour 2050 selon différents scénarios d'émission de gaz à effet de serre sont consultables sur un site dédié publié par Météo-France en novembre 2022.

## Urbanisme

### Typologie
Au 1er janvier 2024, Rumilly-en-Cambrésis est catégorisée bourg rural, selon la nouvelle grille communale de densité à sept niveaux définie par l'Insee en 2022.
Elle appartient à l'unité urbaine de Masnières, une agglomération intra-départementale regroupant trois  communes, dont elle est ville-centre,,. Par ailleurs la commune fait partie de l'aire d'attraction de Cambrai, dont elle est une commune de la couronne,. Cette aire, qui regroupe 64 communes, est catégorisée dans les aires de 50 000 à moins de 200 000 habitants,.

### Occupation des sols
L'occupation des sols de la commune, telle qu'elle ressort de la base de données européenne d'occupation biophysique des sols Corine Land Cover (CLC), est marquée par l'importance des territoires agricoles (84,8 % en 2018), en diminution par rapport à 1990 (90 %). La répartition détaillée en 2018 est la suivante :
terres arables (84,8 %), zones urbanisées (15,2 %). L'évolution de l'occupation des sols de la commune et de ses infrastructures peut être observée sur les différentes représentations cartographiques du territoire : la carte de Cassini (XVIIIe siècle), la carte d'état-major (1820-1866) et les cartes ou photos aériennes de l'IGN pour la période actuelle (1950 à aujourd'hui).

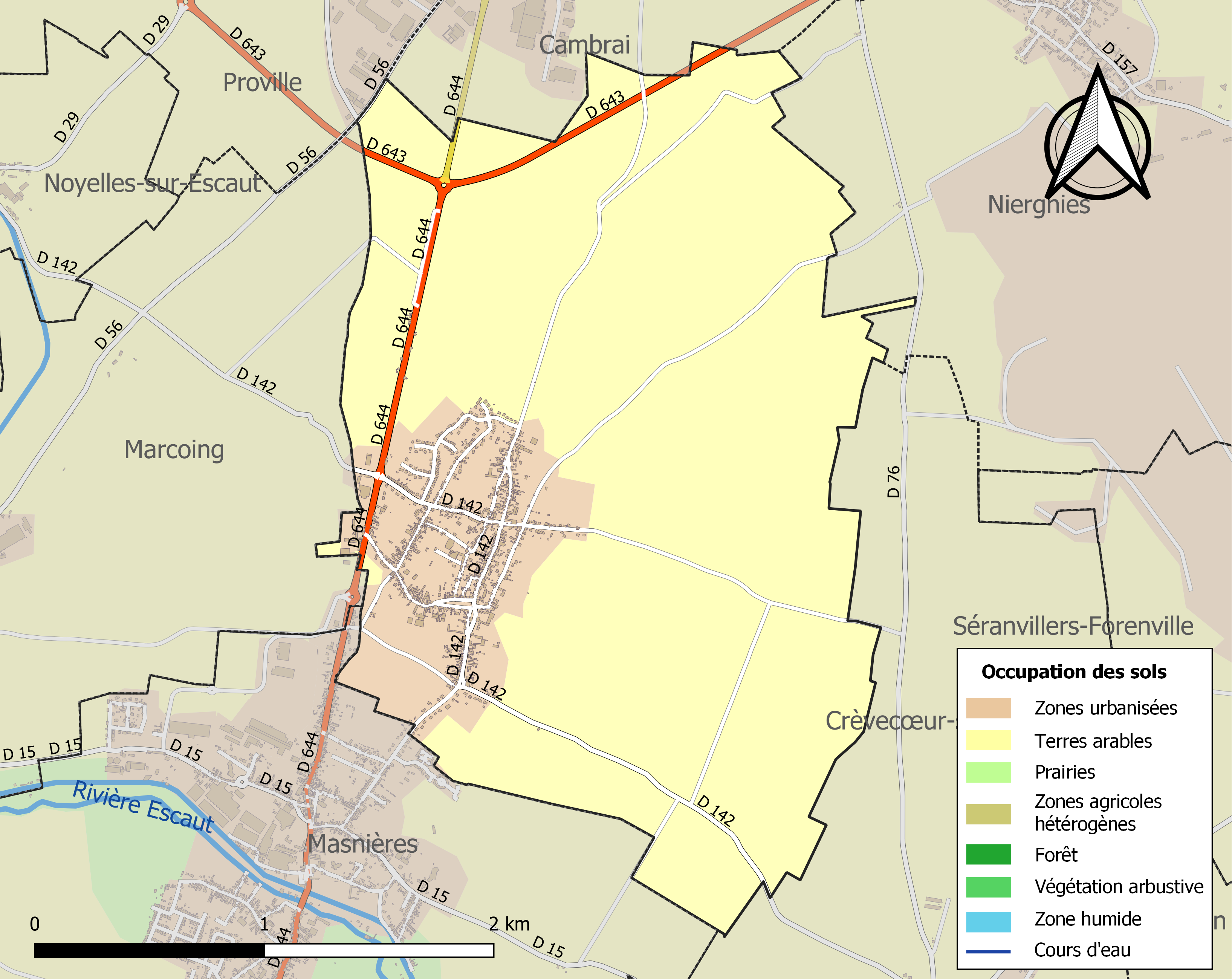
Carte des infrastructures et de l'occupation des sols de la commune en 2018 (CLC).

### Logement

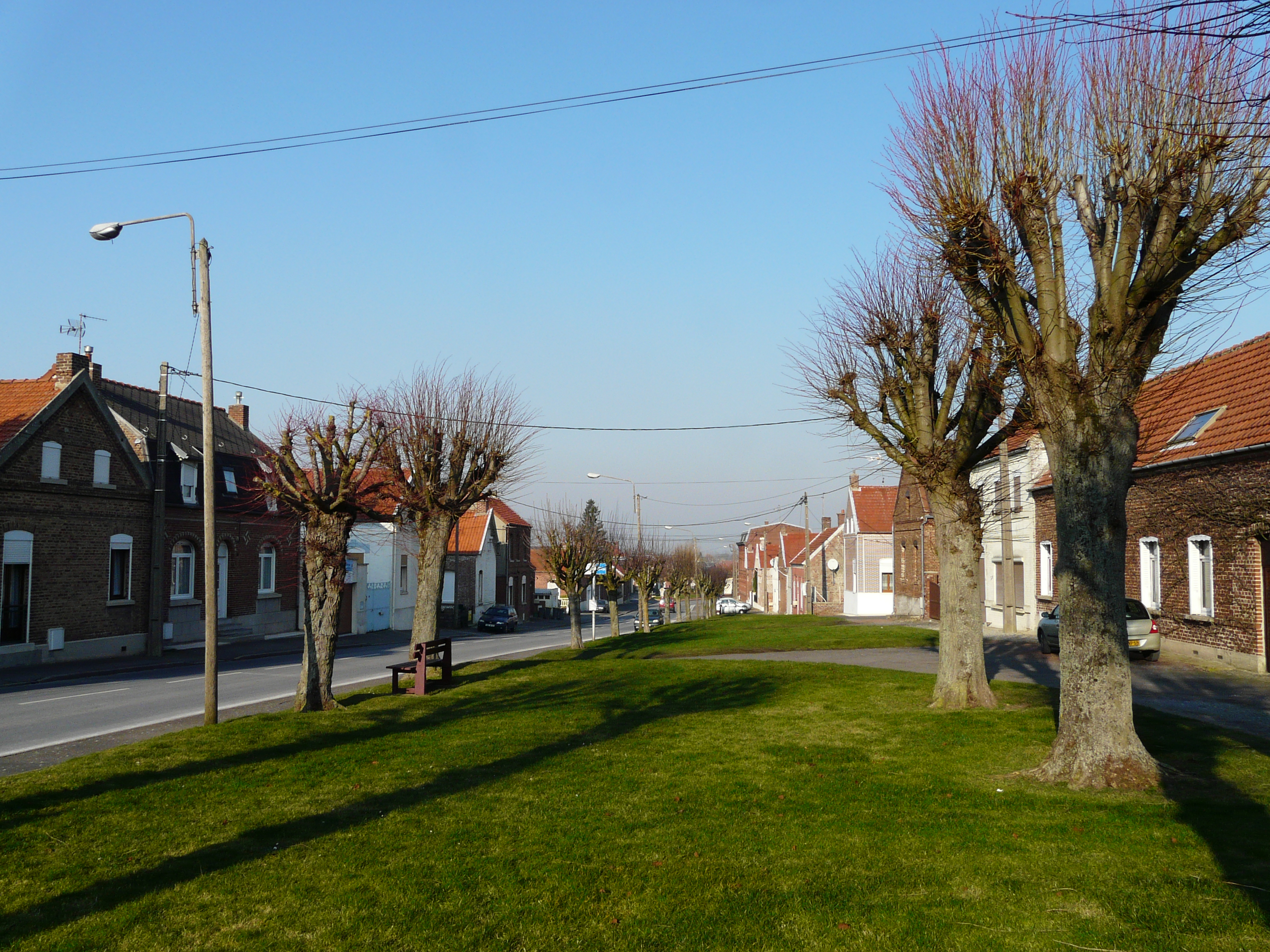
La rue Pierre-Curie à Rumilly

En 2009, le nombre total de logements dans la commune était de 620, alors qu'il était de 585 en 1999.
Parmi ces logements, 91,9 % étaient des résidences principales, 1 % des résidences secondaires et 7,1 % des logements vacants. Ces logements étaient pour 99,2 % d'entre eux des maisons individuelles et pour 0,6 % des appartements.
La proportion des résidences principales, propriétés de leurs occupants était de 81,8 %, en légère augmentation par rapport à 1999 (78,7 %). La part de logements HLM loués vides (logements sociaux) était de 2,5 % contre 3,1 % en 1999.

### Voies de communication et transports
Rumilly est située sur la route départementale 644 (ancienne RN 44) qui relie Cambrai à Saint-Quentin. La commune est à un peu plus de 8 km au nord de l'échangeur no 9 de l'autoroute A26.
La commune est desservie par le réseau de transports urbains de la Communauté d'agglomération de Cambrai appelé TUC (Transports Urbains du Cambrésis). La ligne 5 est la ligne structurante d'agglomération qui dessert Rumilly-en-Cambrésis, Masnières et Marcoing depuis le quartier Saint-Roch de Cambrai, en traversant toute la ville en ligne droite par la D644. La ligne dessert ces villes toutes les heures, toute l'année, de 7 h 0 à 18 h 0 dans les deux sens. Des passages supplémentaires sont également assurés à certains moments de la journée pour absorber les flux scolaires et de travailleurs par la ligne 13,. Enfin, la ligne S110 dessert le collège de secteur à Masnières. Cela fait de Rumilly-en-Cambrésis l'une des communes de l'agglomération la mieux desservie, la rendant très attractive.

## Toponymie
Entre 1096 et 1349 on trouve les noms Rumel(l)i ou Rumil(l)i, et Rumelliacum en 1200. Selon Eugène Mannier le nom viendrait du latin Romulius, un propriétaire des lieux. Cependant selon Louis Boniface, presque tous les noms commençant en Rum- désignent des localités situées sur un cours d'eau ou une voie romaine, ce qui est le cas de Rumilly, sur la voie romaine de Cambrai à Vermand.
Le nom Cambrésis a été ajouté à celui du village en 1933.

## Histoire
Le Peulvan d'Hermès, la voie d'Hermène et un tumulus sont des témoignages probables de l'occupation du territoire, antérieurement à l'époque romaine, par un peuple celtique.
À l'époque gallo-romaine, le lieu appartenait à la cité des Nerviens, dont la première capitale, Bavay, fut remplacée par Cambrai au IVe siècle. La voie romaine de Cambrai à Vermand, aujourd'hui route départementale 644, passait à proximité du village actuel, sur le plateau qui domine l'Escaut à l'est.
Des fouilles archéologiques réalisées à l'occasion de la construction du contournement sud de Cambrai ont révélé la présence d'un village mérovingien au nord du village actuel.
En 983, Arnould II, comte de Cambrésis, fait du fief de Rumilly l'une des douze pairies du Cambrésis.
Le village, qui relevait jusqu'alors de Masnières, fut érigé en paroisse en 1217 par l'évêque de Cambrai Jean de Béthune, avec pour patron Saint Nicolas.
Rumilly dut subir à plusieurs reprises occupations et dévastations, notamment en 1339 lors du siège de Cambrai par le roi Édouard III d'Angleterre et en 1677, lorsque le maréchal de Luxembourg s'installa à Rumilly, Louis XIV ayant mis le siège devant Cambrai pour la prendre aux Espagnols. En 1871 encore, les Prussiens occupent le village pendant une courte durée, jusqu'à la capitulation de la France.
Le 26 janvier 1651, par lettres données à Madrid, Philippe d'Anneux, chevalier, baron de Crèvecœur, premier pair en Cambrésis, châtelain héréditaire de Cambrai, seigneur d'Abancourt, Rumilly, Saint-Souplet, Fontaine-au-Pire, etc., gouverneur d'Avesnes, bénéficie de l'érection de la terre et seigneurie de Grand-Wargnies (Wargnies-le-Grand) en marquisat, en y joignant les seigneuries de Boussois-sur-Sambre (Boussois)  et Bual en Hainaut.

Rumilly est inclus dans la zone rouge après la Première Guerre mondiale.

Pendant le conflit de la Première Guerre mondiale le village était proche de la ligne Hindenburg, construite par les Allemands à partir de l'hiver 1916, à la suite de la bataille de la Somme. Une tranchée arrière couverte, vestige de ce système fortifié, a d'ailleurs été découverte sur les hauteurs de Rumilly, le long du chemin de la Barrière, en 1978. En novembre 1917 l'armée britannique déclenche la Bataille de Cambrai dans l'espoir de briser cette ligne de défense et de reconquérir la ville de Cambrai. Le régiment d'infanterie de Terre-Neuve, Newfoundlands Regiment parvient à un point situé entre les communes de Masnières et de Rumilly, aujourd'hui marqué par le monument dit du caribou. Lors de la bataille le village fut détruit à 80 %. Il ne subsiste aujourd'hui que quelques pans de murs datant d'avant cette époque.

## Politique et administration

### Tendances politiques et résultats
Au premier tour de l'élection présidentielle de 2012, les quatre candidats arrivés en tête à Rumilly sont François Hollande (PS, 27,07 %), Nicolas Sarkozy (UMP, 21,27 %), Marine Le Pen (FN, 25,10 %), et Jean-Luc Mélenchon (Front de gauche, 14,93 %), avec un taux de participation de 81,98 %.
Au deuxième tour des élections régionales de 2010, 59,36 % des suffrages exprimés sont allés à la liste conduite par Daniel Percheron (PS), 24,92 % à celle de Valérie Létard (UMP), et 15,72 % à la liste FN de Marine Le Pen, pour un taux de participation de 53,10 %.
Aux élections européennes de 2009, les deux meilleurs scores à Rumilly étaient ceux de la liste de la majorité présidentielle conduite par Dominique Riquet, qui a obtenu 101 suffrages soit 21,44 % des suffrages exprimés (département du Nord 24,57 %), et de la liste du Parti socialiste conduite par Gilles Pargneaux, qui a obtenu 97 suffrages soit 20,59 % des suffrages exprimés (département du Nord 19,55 %), pour un taux de participation de 42,06 %.
Au deuxième tour des élections législatives de 2007, 48,59 % des électeurs de Rumilly ont voté pour François-Xavier Villain (UMP) (57,45 % dans la 18e circonscription du Nord), et 51,41 % pour Brigitte Douay (PS) (42,55 % dans la circonscription), avec un taux de participation de 59,66 % à Rumilly et de 60,08 % dans la circonscription.

### Administration municipale
Rumilly-en-Cambrésis est membre de la communauté d'agglomération de Cambrai qui regroupe 33 communes et 66534 habitants.
Le nombre d'habitants de la commune au dernier recensement étant compris entre 500 et 1 499, le conseil municipal compte 15 membres.

### Liste des maires
Maire de 1802 à 1807 : Théodore Mallet,.
| Période                                  | Période      | Identité       | Étiquette | Qualité |
| ---------------------------------------- | ------------ | -------------- | --------- | ------- |
| Les données manquantes sont à compléter. |              |                |           |         |
| mars 1977                                | mars 2001    | Pierre Dussart |           |         |
| mars 2001                                | mars 2008    | Gérard Domont  |           |         |
| mars 2008                                | juillet 2020 | Michel Liénard |           |         |
| juillet 2020                             | En cours     | Jean Fichaux   |           |         |

### Instances judiciaires et administratives
La commune de Rumilly-en-Cambrésis est dans le ressort de la cour d'appel de Douai, du tribunal de grande instance, du tribunal d'instance et du conseil de prud'hommes de Cambrai, et à la suite de la réforme de la carte judiciaire engagée en 2007, du tribunal de commerce de Douai.

### Politique environnementale
La protection et la mise en valeur de l'environnement font partie des compétences optionnelles de la communauté d'agglomération de Cambrai à laquelle appartient Rumilly-en-Cambrésis.

### Jumelages
Au 6 décembre 2013, Rumilly n'est jumelée avec aucune autre commune.

## Population et société

### Démographie

#### Évolution démographique
L'évolution du nombre d'habitants est connue à travers les recensements de la population effectués dans la commune depuis 1793. Pour les communes de moins de 10 000 habitants, une enquête de recensement portant sur toute la population est réalisée tous les cinq ans, les populations de référence des années intermédiaires étant quant à elles estimées par interpolation ou extrapolation. Pour la commune, le premier recensement exhaustif entrant dans le cadre du nouveau dispositif a été réalisé en 2004.

En 2022, la commune comptait 1 422 habitants, en évolution de −2,74 % par rapport à 2016 (Nord : +0,51 %, France hors Mayotte : +2,11 %).
| 1793  | 1800  | 1806  | 1821  | 1831  | 1836  | 1841  | 1846  | 1851  |
| ----- | ----- | ----- | ----- | ----- | ----- | ----- | ----- | ----- |
| 1 019 | 1 025 | 1 014 | 1 399 | 1 579 | 1 790 | 1 818 | 1 885 | 1 815 |

| 1856  | 1861  | 1866  | 1872  | 1876  | 1881  | 1886  | 1891  | 1896  |
| ----- | ----- | ----- | ----- | ----- | ----- | ----- | ----- | ----- |
| 1 814 | 1 890 | 1 930 | 2 005 | 2 077 | 2 016 | 2 117 | 2 197 | 2 225 |

| 1901  | 1906  | 1911  | 1921  | 1926  | 1931  | 1936  | 1946  | 1954  |
| ----- | ----- | ----- | ----- | ----- | ----- | ----- | ----- | ----- |
| 2 186 | 2 163 | 2 062 | 1 186 | 1 509 | 1 544 | 1 495 | 1 383 | 1 337 |

| 1962  | 1968  | 1975  | 1982  | 1990  | 1999  | 2004  | 2006  | 2009  |
| ----- | ----- | ----- | ----- | ----- | ----- | ----- | ----- | ----- |
| 1 399 | 1 409 | 1 413 | 1 388 | 1 590 | 1 509 | 1 544 | 1 528 | 1 458 |

| 2014  | 2019  | 2022  | - | - | - | - | - | - |
| ----- | ----- | ----- | - | - | - | - | - | - |
| 1 476 | 1 436 | 1 422 | - | - | - | - | - | - |

#### Pyramide des âges
La population de la commune est relativement jeune.
En 2018, le taux de personnes d'un âge inférieur à 30 ans s'élève à 34,5 %, soit en dessous de la moyenne départementale (39,5 %). À l'inverse, le taux de personnes d'âge supérieur à 60 ans est de 27,9 % la même année, alors qu'il est de 22,5 % au niveau départemental.
En 2018, la commune comptait 703 hommes pour 741 femmes, soit un taux de 51,32 % de femmes, légèrement inférieur au taux départemental (51,77 %).
Les pyramides des âges de la commune et du département s'établissent comme suit.
| Hommes | Classe d’âge | Femmes |
| ------ | ------------ | ------ |
| 0,1    | 90 ou +      | 0,5    |
| 6,4    | 75-89 ans    | 9,0    |
| 20,0   | 60-74 ans    | 19,5   |
| 23,0   | 45-59 ans    | 19,8   |
| 14,9   | 30-44 ans    | 17,6   |
| 18,5   | 15-29 ans    | 16,1   |
| 17,0   | 0-14 ans     | 17,4   |

| Hommes | Classe d’âge | Femmes |
| ------ | ------------ | ------ |
| 0,5    | 90 ou +      | 1,4    |
| 5,3    | 75-89 ans    | 8,1    |
| 14,8   | 60-74 ans    | 16,2   |
| 19,1   | 45-59 ans    | 18,4   |
| 19,5   | 30-44 ans    | 18,7   |
| 20,7   | 15-29 ans    | 19,1   |
| 20,2   | 0-14 ans     | 18     |

### Enseignement
Rumilly est rattachée à la circonscription de Cambrai-sud de l'inspection académique du Nord dans l'académie de Lille.
La commune gère l'école Jules-Ferry.
Le collège le plus proche est le collège Jacques-Prévert à Masnières.

### Santé
Les professions de la santé sont représentées à Rumilly par cinq médecins, un dentiste, trois infirmières ou infirmiers, un kinésithérapeute et une pharmacie.
L'hôpital le plus proche est à Cambrai.

### Sports
La ville dispose d'un club de foot faisant partie du district de l'Escaut et possède une salle polyvalente.

### Cultes

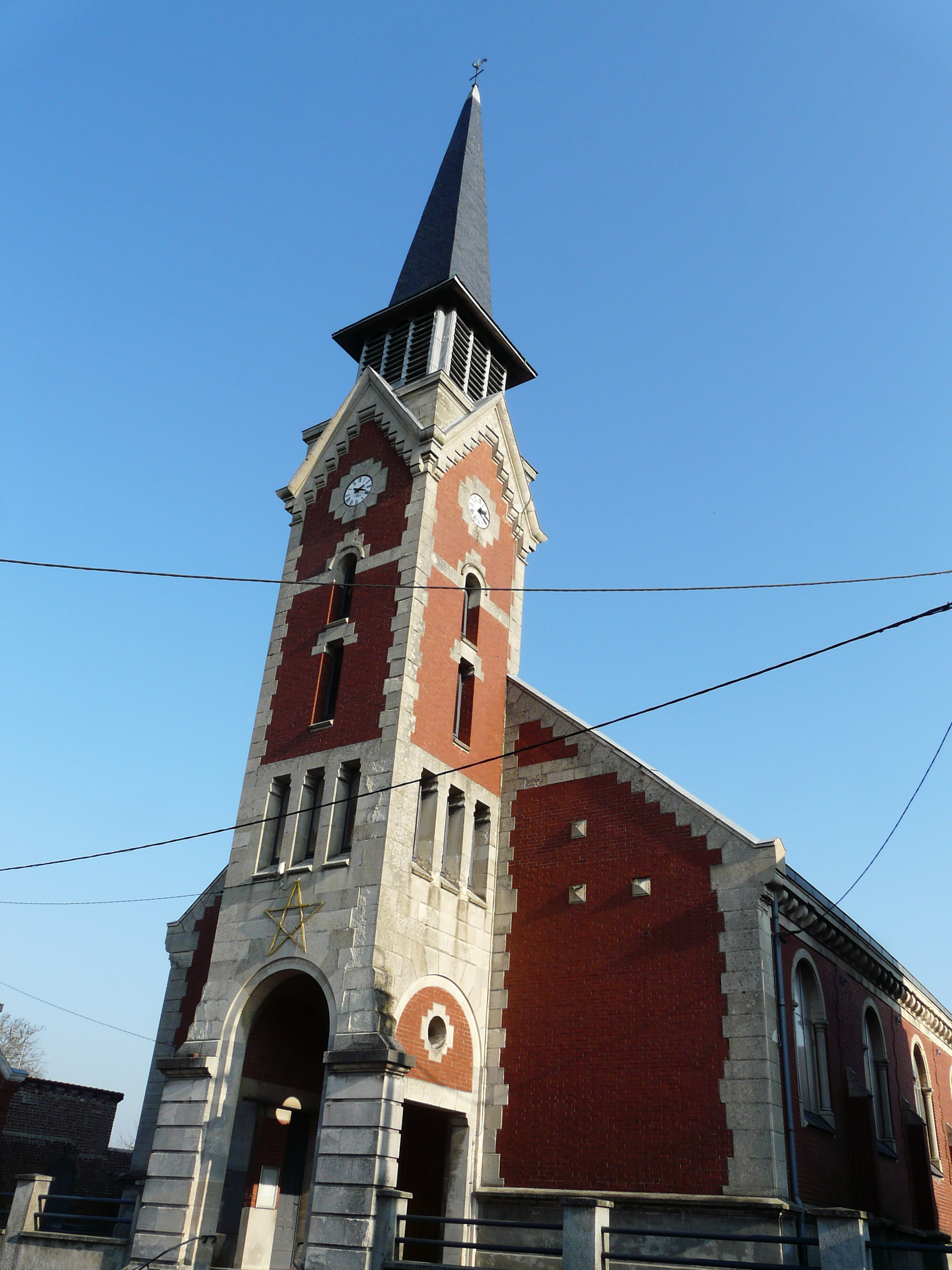
L'église

Les Rumillions disposent d'un lieu de culte catholique : l'église Saint Nicolas. Cette église dépend de la paroisse « Saint-Paul du Haut-Escaut » rattachée à l'archidiocèse de Cambrai.

## Économie

### Revenus de la population et fiscalité
En 2011, le revenu fiscal médian par ménage était de 29 378 €, ce qui plaçait Rumilly-en-Cambrésis au 16 986e rang parmi les 31 886 communes de plus de 49 ménages en métropole.
En 2009, 50,5 % des foyers fiscaux étaient imposables.

### Emploi
Rumilly se trouve dans le bassin d'emploi du Cambrésis. L'agence Pôle emploi pour la recherche d'emploi la plus proche est localisée à Cambrai.
En 2009, la population âgée de 15 à 64 ans s'élevait à 948 personnes, parmi lesquelles on comptait 70,3 % d'actifs dont 61,8 % ayant un emploi et 8,4 % de chômeurs.
On comptait 166 emplois dans la zone d'emploi, contre 145 en 1999. Le nombre d'actifs ayant un emploi résidant dans la zone d'emploi étant de 591, l'indicateur de concentration d'emploi est de 28,1 %, ce qui signifie que la zone d'emploi offre moins d'un emploi pour trois habitants actifs.

### Entreprises et commerces
Au 31 décembre 2010, Rumilly comptait 64 établissements : 13 dans l'agriculture-sylviculture-pêche, 3 dans l'industrie, 6 dans la construction, 28 dans le commerce-transports-services divers et 14 étaient relatifs au secteur administratif.
En 2011, 6 entreprises ont été créées à Rumilly, dont 4 dans le secteur du commerce, transports et services divers.
Parmi les entreprises installées à Rumilly on compte l'entreprise de distribution GLE et l'entreprise de travaux publics Carré.

## Culture locale et patrimoine

### Lieux et monuments
- Le « Peulvan d'Hermès », pierre de grès du Landénien, a été découvert en 1971 au lieu-dit « la Montagne Blanche » à l'occasion du remembrement. Ce serait un monument sacré érigé par les Celtes avant la conquête romaine au bord de la « voie d'Hermène », reliant Cambrai à Vermand[20],[44].
- Le chœur de l'église Saint Nicolas renferme une toile marouflée du peintre Lucien Jonas, classée à l'inventaire supplémentaire des Monuments Historiques et restaurée[20].
- Le patrimoine religieux comporte également un calvaire et deux chapelles : du Saint-Esprit et de Notre-Dame de Fatima Saint-Roch.
- Comme dans d'autres communes du Cambrésis, le sous-sol de Rumilly comporte des carrières ou « boves », dont l'origine n'est pas précisément datée mais qui doivent leur existence à l'extraction de pierre calcaire[20].
- Le sentier balisé du Val d'Escaut relie sur une quinzaine de kilomètres Rumilly à Noyelles-sur-Escaut, Masnières et Crèvecœur-sur-l'Escaut en longeant le canal de Saint-Quentin sur une partie de son tracé[45].
- Le cimetière militaire britannique situé à l'intérieur du cimetière communal.

### Héraldique
| Blason de Rumilly-en-Cambrésis | Blason  | D'or à trois croissants de gueules.                                              |
| Blason de Rumilly-en-Cambrésis | Détails | Le blason est celui de la famille d'Anneux, et des marquis de Wargnies-le-Petit. |

### Personnalités liées à la commune
- Sœur Marie Simon-Pierre, née en 1961, religieuse française guérie miraculeusement en 2005, selon le pape Benoît XVI, par l'intercession posthume de Jean-Paul II.

## Pour approfondir